# Faltings-Höhe
Im mathematischen Gebiet der arithmetischen Geometrie ist die Faltings-Höhe ein Maß für die (arithmetische) Komplexität von abelschen Varietäten. Benannt ist sie nach dem Mathematiker Gerd Faltings. Sie spielte eine wesentliche Rolle in Faltings' Beweis der Mordell-Vermutung, welche besagt, dass eine Kurve vom Geschlecht {\displaystyle \geq 2} nur endlich viele rationale Punkte hat.
Für eine elliptische Kurve {\displaystyle E} mit einem fest gewählten Isomorphismus {\displaystyle E\cong \mathbb {C} /\Lambda } ist die Faltings-Höhe gerade das Reziproke des Flächeninhalts eines Fundamentalbereiches des Gitters {\displaystyle \Lambda }.

## Motivation
Klassisch verwendet man „Höhenfunktionen“, um mittels der Methode des unendlichen Abstiegs die Unlösbarkeit diophantischer Gleichungen zu beweisen. So betrachtete Pierre de Fermat für die ganzzahligen Lösungen der Gleichung {\displaystyle x^{4}+y^{4}=z^{2}} die Höhenfunktion {\displaystyle h(p,q,r)=\vert r\vert } und zeigte, dass man aus einer Lösung {\displaystyle p,q,r} mit {\displaystyle h(p,q,r)>0} eine andere Lösung {\displaystyle ({\tilde {p}},{\tilde {q}},{\tilde {r}})} mit {\displaystyle h({\tilde {p}},{\tilde {q}},{\tilde {r}})<h(p,q,r)} konstruieren könnte. Daraus folgt, dass es außer {\displaystyle (0,0,0)} keine ganzzahligen Punkte auf der Kurve geben kann.
Faltings Verallgemeinerung besteht darin, jeder abelschen Varietät eine Höhe zuzuordnen und dies dann auf die Jacobi-Varietät der Kurve anzuwenden. Er setzt diese Höhe in Beziehung zur klassischen Höhenfunktion und erhält daraus, dass es nur endlich viele {\displaystyle g}-dimensionale prinzipal-polarisierte semistabile abelsche Varietäten beschränkter Höhe {\displaystyle h\leq c} geben kann („Prinzip beschränkter Höhe“). Er untersucht weiter die Veränderung dieser Höhe unter Isogenien und verwendet diese Abschätzung und das Prinzip beschränkter Höhe sowohl für den Beweis der Tate-Vermutung als auch für den Beweis der Schafarewitsch-Vermutung. Die Schafarewitsch-Vermutung besagt, dass es für eine endliche Menge von Primidealen {\displaystyle S} in einem Zahlkörper nur endlich viele Isomorphismenklassen von Kurven von gegebenem Geschlecht {\displaystyle g} mit guter Reduktion außerhalb {\displaystyle S} gibt. Wegen des Prinzips beschränkter Höhe genügt es dafür, die Beschränktheit der Höhen der assoziierten Jacobi-Varietäten zu zeigen. Mit der Tate-Vermutung kann man das auf den Fall zurückführen, dass die Jacobi-Varietäten alle isogen sind. Faltings nutzte seine Formel für die Änderung der Höhe unter Isogenien, zusammen mit dem Satz von Raynaud und den Weil-Vermutungen, um die Beschränktheit der Höhe und damit die Schafarewitsch-Vermutung zu zeigen.
Mit Arbeiten von Alexei Nikolajewitsch Parschin folgt aus der Schafarewitsch-Vermutung die Mordell-Vermutung.

## Konstruktion
Die Faltings-Höhe misst die „Größe“ einer abelschen Varietät {\displaystyle A} über einem Zahlkörper {\displaystyle K}. Man betrachtet die Néron-Modelle {\displaystyle A_{v}} von {\displaystyle A} über allen Vervollständigungen {\displaystyle K_{v}} von {\displaystyle K}. Der Vektorraum der globalen Schnitte der höchsten äußeren Potenz des kanonischen Bündels im Sinne der Arakelov-Theorie ist ein metrisierter {\displaystyle O_{A_{v}}}-Modul und trägt somit eine kanonische Norm. Das Produkt der Haarschen Maße der Grundmaschen der kanonischen Gitter in diesem Vektorraum (fast alle sind 1) ist die Faltings-Höhe von {\displaystyle A}.

## Beispiel
Eine prinzipal polarisierte elliptische Kurve {\displaystyle E} sei gegeben durch die Gleichung {\displaystyle y^{2}=4x^{3}-g_{2}x-g_{3}x}. Man hat dann ein holomorphes Differential {\displaystyle \omega ={\tfrac {1}{y}}dx} und einen Isomorphismus {\displaystyle \mathbb {C} /\Lambda \simeq E(\mathbb {C} )} für ein Gitter {\displaystyle \Lambda \subset \mathbb {C} }. Die Faltings-Höhe wird in diesem Fall definiert durch
{\displaystyle H(E,\omega )={\frac {2}{i\int _{E(\mathbb {C} )}\omega \wedge {\overline {\omega }}}}}
oder äquivalent durch {\displaystyle H(E,\omega )={\tfrac {1}{A(D)}}}, wobei {\displaystyle D\subset \mathbb {C} } ein Fundamentalbereich des Gitters {\displaystyle \Lambda } und {\displaystyle A(D)} sein Flächeninhalt ist.
Wenn eine elliptische Kurve {\displaystyle E} über {\displaystyle \mathbb {Q} } definiert ist, dann ist die definierende Gleichung und damit {\displaystyle \omega } und dann auch {\displaystyle H(E,\omega )} bis auf Multiplikation mit Elementen aus {\displaystyle \mathbb {Q} ^{*}}  definiert. Man kann aber ein minimales Modell {\displaystyle y^{2}+a_{1}xy+a_{3}y=x^{3}+a_{2}x^{2}+a_{4}x+a_{6}} (mit minimaler Diskriminante) wählen und hat dann ein bis auf Vorzeichen eindeutiges Differential {\displaystyle \omega ={\tfrac {1}{2y+a_{1}x+a_{3}}}dx} und damit eine wohldefinierte Faltings-Höhe.

## Bedeutung
Die Faltings-Höhe ist eine Höhenfunktion auf der Menge der abelschen Varietäten über Zahlkörpern, die von Gerd Faltings in seinem berühmten Artikel Endlichkeitssätze für abelsche Varietäten über Zahlkörpern eingeführt wurde.
Es gibt nur endlich viele polarisierte abelsche Varietäten mit beschränkter Faltings-Höhe. Dies ist ein wesentlicher Beweisschritt im Beweis der Shafarevich-Vermutung und damit der Mordell-Vermutung.